# HD 197027
Coordenades:  20h 41m 54,632s; −27° 12′ 57,41″
HD 197027 (HIP 102152) és una nana groga de la seqüència principal a la constel·lació de Capricorn. A aproximadament 254 anys llum de distància, brilla a una magnitud visual aparent de 9,16. S'estima que té uns 8,2 bilions d'anys, 3,6 més que el Sol. L'abundància de ferro de HD 197027 és 0,004 (un 0,4% més que el Sol). Es mou a través de la Via Làctia a una velocitat de 77,7 km/s respecte al Sol. La seva òrbita galàctica projectada el situa a entre 19.200 i 34.800 anys llum del centre de la galàxia. D'aquí a 549.000 anys serà el més a prop possible del Sol i brillarà a una magnitud aparent de 8,76 a una distància de 208 anys llum.

## Similitud envers el Sol
HD 197027 és considerat l'anàleg solar més semblant al Sol, tot i ser molt més antic. Estudis amb el Very Large Telescope demostren que els paràmetres atmosfèrics de l'estrella determinen que és 54 K més freda que el Sol, 0,09 dex inferior en gravetat superficial i amb una microturbulència idèntica al nostre valor solar derivat. El patró químic solar de HD 197027 el fa un candidat potencial per a albergar planetes rocosos, possibilitat que es veu reforçada per la falta de planetes gegants a la seva regió de planetes terrestres.
A més, es considera una prova que afirma que la quantitat de liti de les estrelles disminueix al llarg del temps, ja que l'abundància de liti a HD 197027 és la més baixa reconeguda fins ara en una 'bessona' solar.